# 37-ма окрема мотострілецька бригада (РФ)
37-ма окрема гвардійська мотострілецька Донська Будапештська Червоного прапора ордена Червоної Зірки бригада (37 ОМСБр, в/ч 69647) — формування механізованих військ Збройних сил Російської Федерації чисельністю в бригаду. Пункт постійної дислокації — селище Кяхта, Бурятія. Входить до складу 36-ї загальновійськової армії, Східний військовий округ.
У 2015 році підрозділи бригади брали участь у боях війни на сході України в Дебальцевому.

## Історія
Після розпаду СРСР у 1992 році 5-та гвардійська танкова дивізія 57-го армійського корпусу Радянської армії перейшла до складу Збройних сил Російської Федерації.
Станом на 1 травня 1998 року дивізія входить до складу 36-ї загальновійськової армії.
З 2003 року по 1 червня 2006 року дивізія входила до складу 29-ї загальновійськової армії.
Селище Кяхта належала Сибірському військовому округу, а після реформи 2010 р. увійшла до складу Східного військового округу.

### Війна на сході України
З'єднання 37 ОМСБр брали участь у боях під Дебальцевим. Військовослужбовці бригади були ідентифіковані на одному з блокпостів під Дебальцевим.

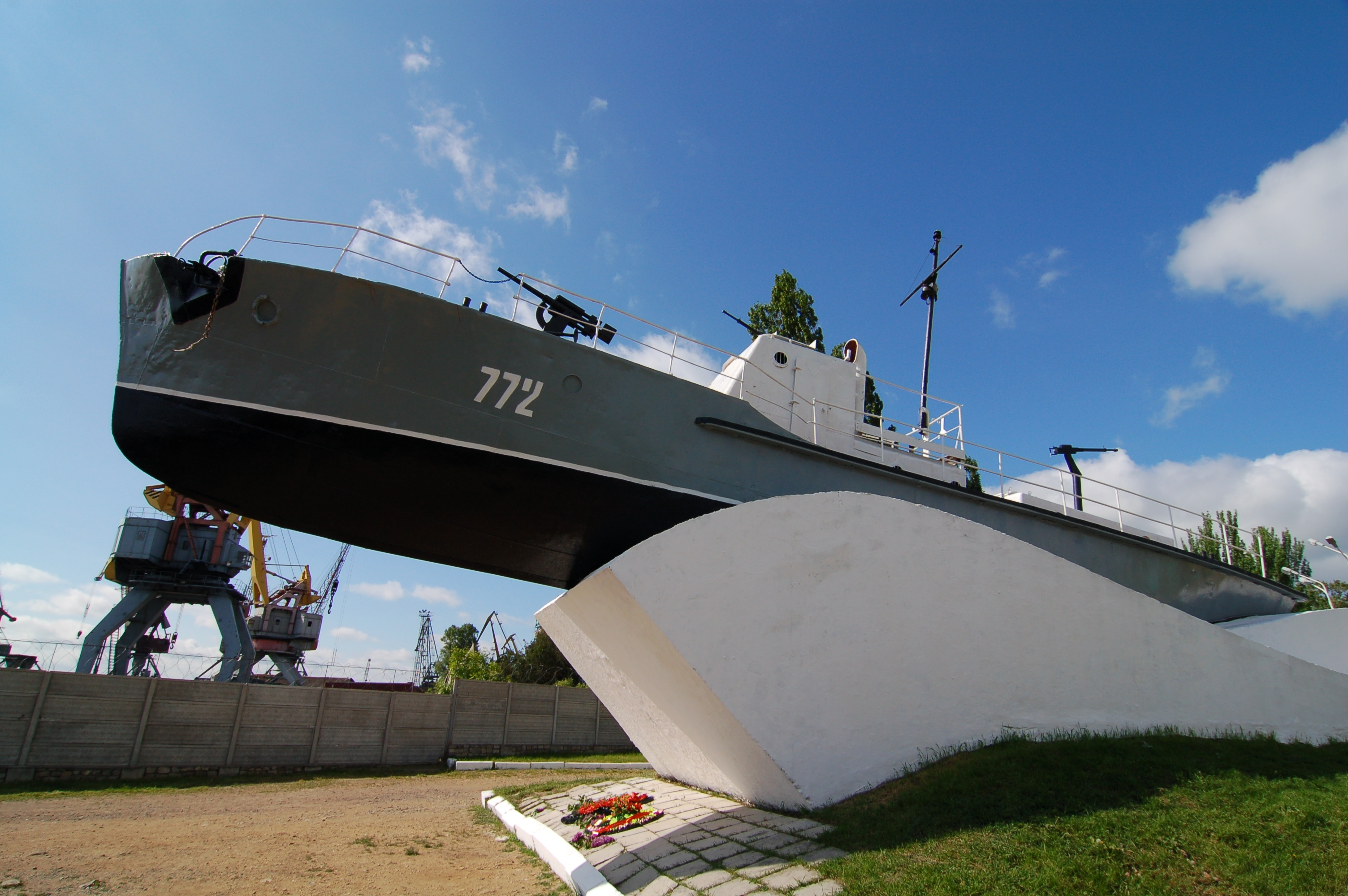
Пам'ятник морякам Азовської військової флотилії в Таганрозі, де фотографувався Бато Дамбаєв.

Журналіст Vice News Симон Островський провів журналістське розслідування, пройшовши слідами військовослужбовця 37 ОМСБр Бато Дамбаєва (рос. Бато Дамбаев) і знайшовши місця, де той був сфотографований в Москві, Ростові, у Вуглегірську в Україні, та в Бурятії.
Штаб АТО на брифінгу 11 березня 2015 р. заявив що частини 37 ОМСБр діють в районі Горлівки та Єнакієве.
У 2016 році місцеві російські ЗМІ повідомили, що військовослужбовця бригади молодшого лейтенента Чингіса Бандєєва (рос. Чингис Игоревич Бандеев) нагороджено орденом Суворова.

### Вторгнення 2022
5 березня близько 18:00 години окупанти, ідентифіковані як військовослужбовці 37 ОМСБр, з військової техніки здійснили обстріл мешканців села Ясногородка Бишівської територіальної громади. Ймовірно розстріл вели з кулемету. Внаслідок атаки загинуло 5 осіб, ще одна особа поранена.[відсутнє в джерелі][відсутнє в джерелі]
11 березня з'явилося повідомлення Кадирова, що під час воєнних дій в Україні командира бригади полковника Юрія Медведєва поранено, але російські чеченські бійці змогли врятувати його.
14 березня в Україні загинув Бато Басанов, член команди переможця російських змагань з танкового біатлону 2021 року. ЗМІ згодом написали, що він був навідником першої роти танкового батальйону 37-ї бригади,[уточнити][уточнити] у родичів зайняло сім тижнів, щоб вивезти його останки з України.
Декілька військовослужбовців бригади, за даними прокуратури та Служби безпеки України, причетні до тортур і вбивств мирних жителів села Мотижин.
27 грудня 2022 року в Херсонській області внаслідок ракетного удару ЗСУ загинули командир та заступник командира бригади полковник Марат Гаджибалаєв та підполковник Олександр Іщенко, а також ще 10 старших офіцерів із різних підрозділів.

## Командири
- (1992) генерал-майор Єпішин Сергій Петрович
- (1992) полковник/генерал-майор Нужин Сергій Олександрович
- генерал-майор Грішин
- (11.2002 — 06.2004) полковник/генерал-майор Пантелеєв Петро Валентинович
- (03.2006 — 06.2008) полковник/генерал-майор Гурулєв Андрій Вікторович
- (2008) полковник Ближинський В.В.
- (5.08.2009) полковник Жила Валерій Михайлович
- (2011 — 2013) полковник Асапов Валерій Григорович[23]

## Втрати
Із відкритих джерел відомо про 51 імен загиблих військових бригади в російсько-українській війні.

## Матеріали
- Michael Holm, 5th Guards Donskaya Budapeshtskaya Red Banner order of the Red Star Tank Division imeni E.A. Shchadenko(англ.) // ww2.dk
- 37 ОМСБР, КЯХТА, ВВО (дзеркало) // warfare.be